# Brometo de metilmagnésio
Brometo de metilmagnésio é o composto químico de fórmula CH3BrMg. É sensível ao ar e umidade. É classificado com o CBNumber CB4297592 e MOL File 75-16-1.mol.
Normalmente é comercializado como uma solução turva ou incolor em éter dietílico.